# Фелікс Нойройтер
Фелікс Нойройтер (нім. Felix Neureuther) — німецький гірськолижник, що спеціалізується в технічних дисциплінах,  чемпіон світу та призер світових першостей.
Золоту медаль світового чемпіона Нойройтер здобув на чемпіонаті 2005 року в командних змаганнях.
Станом на лютий 2019 року Нойройтер має 13 перемог на етапах кубку світу, з них 11 в слаломі, 1 у гігантському слаломі й одна в командних змаганнях з паралельного заліку. Загалом він 47 разів підіймався на п'єдестал пошани.

## Результати чемпіонатів світу
| Рік  | Вік | Слалом | Гігантський слалом | Супергігант | Швидкісний спуск | Комбінація | Командні |
| ---- | --- | ------ | ------------------ | ----------- | ---------------- | ---------- | -------- |
| 2003 | 18  | 15     | 35                 |             |                  |            |          |
| 2005 | 20  | 19     | DNF1               |             |                  |            | 1        |
| 2007 | 22  | DNF1   | DNF2               |             |                  |            |          |
| 2009 | 24  | 4      | 19                 |             |                  |            |          |
| 2011 | 26  | DNF2   | 34                 |             |                  |            |          |
| 2013 | 28  | 2      | 10                 |             |                  |            |          |
| 2015 | 30  | 3      | 4                  |             |                  |            |          |
| 2017 | 32  | 3      | 17                 |             |                  |            |          |
| 2019 | 34  | DSQ2   |                    |             |                  |            |          |

## Результати Олімпійських ігор
| Рік  | Вік | Слалом                      | Гігантський слалом          | Супергігант                 | Швидкісний спуск            | Комбінація                  |
| ---- | --- | --------------------------- | --------------------------- | --------------------------- | --------------------------- | --------------------------- |
| 2006 | 21  | DNF2                        | DNF1                        |                             |                             |                             |
| 2010 | 25  | DNF1                        | 8                           |                             |                             |                             |
| 2014 | 29  | DNF2                        | 8                           |                             |                             |                             |
| 2018 | 33  | не брав участі через травму | не брав участі через травму | не брав участі через травму | не брав участі через травму | не брав участі через травму |